# Kotossaari
Kotossaari är en ö i Finland. Den ligger i sjön Ala-Kuomio och i kommunen Sankt Michel i den ekonomiska regionen  S:t Michel och landskapet Södra Savolax, i den södra delen av landet, 180 km nordost om huvudstaden Helsingfors. Öns area är 0,1 hektar och dess största längd är 80 meter i nord-sydlig riktning.